# Убийство без преступления
«Убийство без преступления» (англ. Murder Without Crime) — британская криминальная драма режиссёра Джея Ли Томпсона, которая вышла на экраны в 1950 году.
Томпсон сам написал сценарий фильма по собственной пьесе 1935 года «Двойная ошибка» (англ. Double Error), которая с успехом шла в лондонском Вест-энде. Это первый фильм Томпсона в качестве режиссёра.
Фильм рассказывает о молодом писателе Стивене Холте (Дерек Фарр), жена которого Джен (Патриция Планкетт) после ссоры уходит из дома. Стивен вместе со своим соседом и домовладельцем Мэтью (Деннис Прайс) направляется в ночной клуб, чтобы выпить. Там он знакомится с молодой девушкой Греной (Джоан Даулинг), которую затем приводит домой. Между ними возникает стычка, в результате которой Стивен как будто бы убивает Грену, а затем прячет её в оттоманку. Мэтью догадывается о том, что произошло, и начинает шантажировать Стивена, требуя от него больше денег за аренду, а также намекая на свой интерес к Джен. В тот момент, когда вернувшаяся Джен обнаруживает, что Грена спокойно спит в своей квартире, Мэтью выпивает бокал Стивена, в который тот насыпал себе яд, и умирает.
Фильм получил высокие оценки за увлекательный сюжет с неожиданной развязкой, а также за актёрскую игру, при этом постановку критиковали за излишнюю театральность, не использующую визуальные возможности кинематографа.

## Сюжет
Молодой писатель Стивен Холт (Дерек Фарр) вместе с женой Джен (Патриция Планкетт) занимает шикарную квартиру на втором этаже дорогого двухэтажного особняка в центре Лондона, хозяин которого Мэтью (Деннис Прайс) проживает под ним на первом этаже. Когда Стивен в очередной раз опаздывает на два часа на ужин, Джен устраивает ему сцену, которая перерастает в скандал с взаимными обвинениями в неуважении и неверности. Джен собирает свой чемодан и уходит из дома, а Стивен решает пойти в соседний бар «Тенериф», чтобы напиться. На первом этаже он встречает Мэтью, который составляет ему компанию. В баре Мэтью знакомит Стивена с молодой, слегка вульгарной девушкой из клуба Греной (Джоан Даулинг), а сам уходит играть. Стивен и Грена пьют и болтают о несчастной любви, при этом она проявляет к Стивену знаки внимания. Стивен подвозит Грену до её дома, и она приглашает его зайти. Они продолжают пить, но когда Грена начинает к нему откровенно приставать, Стивен, чувствуя любовь к жене и долг перед ней, уходит. Учитывая, что он живёт за углом, пьяный Стивен решает бросить машину и дойти пешком. На улице Грена догоняет его, отдавая портсигар. Они вместе идут в квартиру Стивена, где продолжают пить и целуются. Тем временем Джен направляется к своему знакомому, но перед самой дверью меняет планы и едет в гостиницу. Там у неё проходит злоба на Стивена и снова просыпаются любовные чувства. Она звонит Стивену домой, и тот обещает заехать за ней. Это выводит из себя Грену, особенно, после того, как Стивен выписывает ей чек и выгоняет обратно в клуб. Грена рвёт чек и даёт Стивену пощёчину, после чего он отталкивает её. Она находит в квартире кинжал и набрасывается с ним на Стивена. Между ними начинается драка. Привлечённый шумом сверху, Мэтью поднимается на второй этаж и звонит в квартиру Стивена. В этот момент Грена теряет сознание, и Стивен думает, что убил её. Он прячет её тело в оттоманке, а затем впускает Мэтью. Зайдя в квартиру, тот внимательно осматривает обстановку, замечая, что Стивен слишком долго не открывал дверь и что у него громко играет музыка. Мэтью также обращает внимание на два бокала на столе и кинжал, который валяется на полу. Он также узнаёт аромат жасмина, именно такими духами пользовалась Грена, и говорит, что несколько минут назад слышал женские крики. Стивен отвечает, что действительно встречался с девушкой, но это была не Грена, а крики были слышны, видимо, с улицы. После ухода Мэтью Стивен быстро одевается, чтобы забрать Джен, но вспоминает, что забыл на квартире у Грены перчатку. Когда Стивен выбегает из дома, Мэтью в одиночестве заходит в его квартиру и ещё более тщательно всё осматривает. Между тем, Стивен, понимая, что без ключа не сможет зайти в квартиру Грены, садится в машину и уезжает за Джен. Пока Мэтью находится в квартире Стивена, туда звонит Джен. Мэтью снимает трубку, но ничего не говорит. Джен выписывается из гостиницы и самостоятельно направляется домой. Когда приезжает Стивен, её уже нет. Приехав домой первой, Джен находит на столике женскую сумочку, которую прячет в свой шкафчик. Когда появляется Стивен, они обнимают и целуют друг друга, подтверждая взаимную любовь. Джен рассказывает, что когда она звонила, кто-то снял трубку, а также по приезде видела снизу в квартире свет. Стивен берёт у жены ключ от оттоманки и незаметно запирает её. Заметив на столике книгу и недопитый стакан бренди, Стивен окончательно понимает, что в квартире кто-то побывал. Вскоре заходит Мэтью, у которого Стивен спрашивает, не видел ли тот, как кто-то заходил в их квартиру. Мэтью предлагает позвонить в полицию, но Стивен отказывается, говоря, что не доверяет властям. Мэтью проверяет, что оттоманка заперта, после чего загадочно произносит, что «если тело есть, то убийство не идеальное», а затем снова уходит в клуб. Стивен в окно смотрит, как Мэтью садится в такси, однако, заехав за угол дома, Мэтью незаметно возвращается назад.
Когда они остаются вдвоём, Джен спрашивает Стивена про сумочку, и тот рассказывает ей всё, что с ним произошло, включая то, что он убил девушку из клуба. Стивен хочет вывезти тело в загородный коттедж, но Джен настаивает на том, что надо всё рассказать полиции. Он показывает ей ампулу с ядом, которую держит в кармане, заявляя, что если дела будут совсем плохо, то он отравится. Затем он достаёт из сумочки Грены ключ и посылает жену в её квартиру, чтобы она принесла перчатку. После ухода жены Стивен достаёт из шкафа большой чемодан, в который предполагает уложить тело. В этот момент в квартиру проникает Мэтью, и Стивен из засады набрасывается на его, однако Мэтью, вооружённый крепкой тростью, справляется с ним. Увидев посреди комнаты чемодан, Мэтью обвиняет Стивена в том, что он убил человека и собирается вынести его тело в этом чемодане. Он предполагает, что это была Грена, аромат духов которой он уловил в прошлый раз. Мэтью утверждает, что её тело находится в оттоманке, а затем обманом отнимает у Стивена ключ, ч обы открыть её. Мэтью предполагает, что когда Грена отказалась от его ласк, Стивен убил её. Он заявляет, что сообщит обо всём в полицию, и Стивена повесят. После этих слов Стивен теряет сознание. Тем временем Джен пронимает в квартиру Грены, где видит только что проснувшуюся, страдающую от похмелья женщину. Когда Стивен приходит в себя, Мэтью заявляет ему, что пока не будет звонить в полицию. Вместо этого он шантажирует Стивена, требуя либо согласиться на существенное увеличение арендной платы, либо лишиться свободы, а, может быть, и жизни. Стивен нехотя выписывает чек, говоря, что с такими расходами скоро обанкротится. Забирая чек, Мэтью говорит, что Стивену никогда не забыть свой грех, и он будет мучиться всю оставшуюся жизнь. В ужасе Стивен наливает яд в свой бокал, намереваясь его выпить. Мэтью берёт свой стакан, но затем меняет решение и берёт стакан Стивена. Отпивая из стакана, Мэтью говорит, что давно ненавидел Стивена за то, что тот весело и богато проводил время с хорошим вином и красивыми женщинами в то время, как Мэтью фактически голодал. Теперь он хочет получить всё, чем пользуется Стивен, включая его жену Джен, которую давно любит. В этот момент Мэтью начинает задыхаться и обвиняет Стивена в том, что тот его отравил. Стивен отвечает, что Мэтью сам себя отравил, так как выпил яд, который Стивен приготовил для себя, но Мэтью взял его бокал. Далее Мэтью заявляет, что Грена жива и в оттоманке её нет. Когда в отсутствие Стивена он зашёл в его квартиру, то обнаружил её в оттоманке. Придя в себя, она ушла домой. Мэтью говорит, что просто разыграл Стивена. Звонит Джен, подтверждая, что Грена жива и у себя дома. Мэтью встаёт, спускается по лестнице, заходит в свою квартиру, садится в кресло и умирает. Полиция, которая его обнаруживает, выясняет, что у Мэтью было много просроченных банковских кредитов, а также долгов перед знакомыми, что, вероятно, послужило причиной его самоубийства. После того, как дело закрывается, Стивен и Джен покупают загородный коттедж. Стивен меняет профиль и начинает писать дамские романы, что приносит ему приличный доход, и у них рождается пара милых детей.

## В ролях
- Деннис Прайс[англ.] — Мэтью
- Дерек Фарр[англ.] — Стивен
- Патриция Планкетт[англ.] — Джен
- Джоан Даулинг[англ.] — Грина

## Пьеса, положенная в основу фильма
Автор сценария и режиссёр фильма Джей Ли Томпсон начал карьеру профессионального драматурга в возрасте 18 лет, когда в 1935 году в лондонском Вест-Энде была поставлена его пьеса «Двойная ошибка». После успеха пьесы на сцене на её основе он написал сценарий, по которому был поставлен фильм «Цена безумия» (англ.  The Price of Folly) (1937). Позднее Томпсон переработал пьесу, и в 1942 году она вновь была поставлена в Лондоне под названием «Убийство без преступления». В своей рецензии на этот спектакль газета «Нью-Йорк таймс» тогда написала, что «качество пьесы заключается не в её грубом и очевидном сюжете, а в обрисовке характера соседа-садиста».
В августе-сентябре 1943 года пьеса шла на Бродвее. В 1945 году в США пьесу поставили вновь с Джоном Каррадайном в главной роли, однако эта постановка так и не добралась до Нью-Йорка. Журнал Variety в своей рецензии на этот спектакль отметил, что «в опусе Джея Ли Томпсона слишком мало для полноценного театрального спектакля. Неожиданный финал является хорошим сюжетным поворотом для рассказа, но среднестатистический посетитель Бродвея сочтет, что этого недостаточно».

## Создатели фильма и исполнители главных ролей
Автор сценарист и режиссёр фильма Джей Ли Томпсон впоследствии сделал успешную карьеру, поставив вплоть до 1989 года в Британии и США 49 фильмов, среди которых «Женщина в халате» (1957, приз ФИПРЕССИ Берлинского кинофестиваля), «Трудный путь в Александрию» (1958, «Золотой медведь» Берлинского кинофестиваля), «Тигровая бухта» (1959, «Золотой медведь» Берлинского кинофестиваля, премия BAFTA за лучший фильм), «Северо-западная граница» (1959, премия BAFTA за лучший фильм), «Пушки острова Наварон» (1961, номинация на «Оскар» за лучшую режиссуру), «Мыс страха» (1962) и «Завоевание планеты обезьян» (1972).
Актёр Деннис Прайс известен по фильмам «Дорогой убийца» (1947), «Добрые сердца и короны» (1958), «Мотивы славы» (1960), «Школа для негодяев» (1960), «Жертва» (1961), «Десять негритят» (1965) и «Театр крови» (1973). Дерек Фарр сыграл в таких картинах, как «Разыскивается за убийство» (1946), «Магазин на Слай-корнер» (1947), «Безмолвный прах» (1949), «В бегах» (1949), «Разрушители плотин» (1955) и «Порочный круг» (1957).

## Оценка фильма критикой
Журнал Variety в своей рецензии охарактеризовал фильм как «типичный пример театральной постановки, перенесенной на экран без какой-либо существенной правки сценария. Киноверсия не выходит за рамки оригинала и ограничена в пространстве и действии… Это один из самых многословных примеров последних британских постановок, он перегружен манерными речами учтивого персонажа, которого играет Деннис Прайс. Что совершенно неуместно в триллере, он вызывает смех в самых неподходящих местах».
Кинокритик Босли Краузер в «Нью-Йорк Таймс» назвал фильм «безобидным и, по большей части, приятным фильмом в жанре ужасов с неожиданным поворотом… Фильм непритязателен и достаточно короток, что само по себе является достоинством. Несмотря на то, что это рождественское блюдо выглядит немного мрачновато, никакого серьёзного ущерба оно нанести не должно».
Обозреватель TV Guide считает, что фильм «страдает от театральной подачи, которая не позволяет целлулоиду взять дело в свои руки… Томпсон довольствуется тем, что представляет визуально упрощенную запись пьесы. Диалоги плохи для экрана, часто вызывая непроизвольный смех. Несмотря на столь значительные недостатки фильма, спектакль по пьесе имел огромный успех в лондонском Вест-Энде».
По мнению киноведа Дерека Виннерта, этот «эффектный, остроумно написанный британский триллер… может быть немного театральным, надуманным и медлительным, но в остальном со своими поворотами, это захватывающее, зрелищное кино, которое сыграно с удовольствием».